# Гюнсбак
Гюнсба́к или Гунсбах (фр. Gunsbach) — коммуна на северо-востоке Франции в регионе Гранд-Эст (бывший Эльзас — Шампань — Арденны — Лотарингия), департамент Верхний Рейн, округ Кольмар — Рибовилле, кантон Вендзенем. До марта 2015 года коммуна административно входила в состав упразднённого кантона Мюнстер (округ Кольмар).
Площадь коммуны — 6,18 км², население — 900 человек (2006) с тенденцией к росту: 941 человек (2012), плотность населения — 152,3 чел/км².

## Население
Численность населения коммуны в 2011 году составляла 949 человек, а в 2012 году — 941 человек.
| 1962 | 1968 | 1975 | 1982 | 1990 | 1999 | 2006 | 2007 | 2011 | 2012 |
| ---- | ---- | ---- | ---- | ---- | ---- | ---- | ---- | ---- | ---- |
| 636  | 633  | 650  | 702  | 709  | 789  | 900  | 916  | 949  | 941  |

Динамика населения:

## Экономика
В 2010 году из 600 человек трудоспособного возраста (от 15 до 64 лет) 501 были экономически активными, 99 — неактивными (показатель активности 83,5 %, в 1999 году — 77,2 %). Из 501 активных трудоспособных жителей работали 457 человек (238 мужчин и 219 женщин), 44 числились безработными (21 мужчина и 23 женщины). Среди 99 трудоспособных неактивных граждан 34 были учениками либо студентами, 49 — пенсионерами, а ещё 16 — были неактивны в силу других причин.
На протяжении 2011 года в коммуне числилось 375 облагаемых налогом домохозяйств, в которых проживало 947,5 человек. При этом медиана доходов составила 22227 евро на одного налогоплательщика.